# زمان (قبرص)
زمان (بالتركية: Zaman)‏ كانت أول صحيفة قبرصية تركية .